# Verenigd Koninkrijk op het Eurovisiesongfestival 2007
Het Verenigd Koninkrijk nam deel aan het Eurovisiesongfestival 2007. Het land werd vertegenwoordigd door de zanger Scooch met het lied Flying the flag.

## Selectieprocedure
De nationale finale, genaamd Making your mind up, deed dienst als de selectieprocedure. Terry Wogan en Fearne Cottong presenteerden de finale. Zes artiesten namen deel aan de finale en de winnaar werd gekozen door televoting.
Tijdens de bekendmaking van de winnaar begin Terry Wogan een blunder door de verkeerde winnaars aan te duiden. Na enkele seconden van verwarring koos men de juiste winnaar. De BBC verontschuldigde zich later hiervoor.
| Volgorde | Artiest                           | Lied                                    | 1ste ronde | 2de ronde  |
| -------- | --------------------------------- | --------------------------------------- | ---------- | ---------- |
| 1        | Liz McClarnon                     | "(Don't It Make You) Happy!"            | 5de        |            |
| 2        | Brian Harvey                      | "I Can"                                 | 6de        |            |
| 3        | Big Brovaz                        | "Big Bro Thang"                         | 3de        |            |
| 4        | Cyndi                             | "I'll Leave My Heart"                   |            | 2de (47%)  |
| 5        | Scooch                            | "Flying the Flag (for You)"             |            | 1ste (53%) |
| 6        | Justin Hawkins and Beverlei Brown | "They Don't Make 'Em Like They Used To" | 4de        |            |

## In Finland
In Helsinki moest het Verenigd Koninkrijk aantreden als 19de, net na Oekraïne en voor Roemenië. Op het einde van de puntentelling bleek dat ze op een drieëntwintigste plaats waren geëindigd met 19 punten.
België en Nederland hadden geen punten over voor deze inzending.

### Gekregen punten

#### Finale
| 12 punten | 10 punten | 8 punten | 7 punten  | 6 punten |
| --------- | --------- | -------- | --------- | -------- |
| - Malta   |           |          | - Ierland |          |
| 5 punten  | 4 punten  | 3 punten | 2 punten  | 1 punt   |
|           |           |          |           |          |

### Punten gegeven door Verenigd Koninkrijk

#### Halve finale
Punten gegeven in de halve finale:
| 12 punten | Turkije    |
| 10 punten | Cyprus     |
| 8 punten  | Letland    |
| 7 punten  | Denemarken |
| 6 punten  | Bulgarije  |
| 5 punten  | Servië     |
| 4 punten  | Hongarije  |
| 3 punten  | Polen      |
| 2 punten  | Malta      |
| 1 punt    | Albanië    |

#### Finale
Punten gegeven in de finale:
| 12 punten | Turkije     |
| 10 punten | Griekenland |
| 8 punten  | Oekraïne    |
| 7 punten  | Zweden      |
| 6 punten  | Rusland     |
| 5 punten  | Bulgarije   |
| 4 punten  | Letland     |
| 3 punten  | Litouwen    |
| 2 punten  | Hongarije   |
| 1 punt    | Duitsland   |

1957 · 1958 · 1959 · 1960 · 1961 · 1962 · 1963 · 1964 · 1965 · 1966 · 1967 · 1968 · 1969 · 1970 · 1971 · 1972 · 1973 · 1974 · 1975 · 1976 · 1977 · 1978 · 1979 · 1980 · 1981 · 1982 · 1983 · 1984 · 1985 · 1986 · 1987 · 1988 · 1989 · 1990 · 1991 · 1992 · 1993 · 1994 · 1995 · 1996 · 1997 · 1998 · 1999 · 2000 · 2001 · 2002 · 2003 · 2004 · 2005 · 2006 · 2007 · 2008 · 2009 · 2010 · 2011 · 2012 · 2013 · 2014 · 2015 · 2016 · 2017 · 2018 · 2019 · 2020 · 2021 · 2022 · 2023 · 2024 · 2025